# Emu
Az emu (Dromaius novaehollandiae) a madarak osztályának struccalakúak (Struthioniformes) rendjébe, az emufélék (Dromaiidae) családjába tartozó faj. Egyes rendszerbesorolások szerint a kazuárfélékhez (Casuariidae) tartozik.
Ausztrália hivatalos madara, a vörös óriáskenguruval együtt az emu tartja Ausztrália címerpajzsát az ország címerében.

## Elterjedése, élőhelye
Ausztrália füves területeinek, szavannáinak, eukaliptuszerdőinek, bozótosainak lakója. Akár sivatagokban is előfordul, melyeket azonban inkább csak eső után keres fel a hirtelen támadt táplálékbőség kedvéért. A trópusi erdőkből hiányzik. Majdnem egész Ausztráliában elterjedt, de az erdőkben, és a sűrűn lakott keleti parton ritka. Az ember Tasmániából kiirtotta a 19. században a helyi alfajt, viszont betelepítette a Kenguru-szigetre a Kenguru-szigeti emu helyére, és a Mária-szigetre a tasmán partok közelében.

## Alfajai
- Dromaius novaehollandiae novaehollandiae – Délkelet-Ausztrália, törzsalak. A többi alfajtól fehér nyakfodora különbözteti meg, amit párzási időszakban mutogat.
- Dromaius novaehollandiae woodwardi – Észak-Ausztrália. Díszesebb és világosabb a törzsalaknál.
- Dromaius novaehollandiae rothschildi – Délnyugat-Ausztrália. Sötétebb, mint a törzsalak.
- Dromaius novaehollandiae dimenensis – tasmániai emu, Tasmania, kihalt 1850-ben.

## Megjelenése

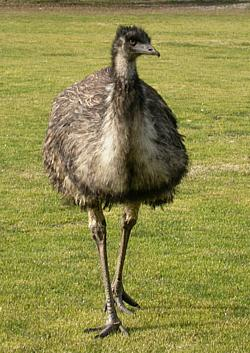
Egy kifejlett példány

Jelenleg az emu a világ második legnagyobb madara. Magassága 150-190 centiméter, súlya 30-60 kilogramm. Nagyobb testméretük dacára könnyebbek, mint a sisakos kazuár. A tojók valamivel nagyobbak és sötétebbek a hímeknél. A három ujjban végződő igen erőteljes lábainak és medenceizmainak köszönhetően 50 km/h sebességgel is tud futni. Medenceizomzatuk súlyaránya megegyezik a röpképes madarak szárnyizomzatának súlyarányával. Mindhárom lábujjuk előre áll, mint a legtöbb futómadárnak. Az emu egyedülálló a madárfajok között abban, hogy alsó combjuk hátoldalán húzódik a kétfejű vádliizom (Musculus gastrocnemius). Csűdjük szarupikkelyekkel borított. Lapos szegycsontjuk miatt röpképtelen madarak. Szárnyuk csonk, mindössze 20 cm hosszú. Hosszú, szürkésbarna durva lecsüngő tollai elrejtik nagyrészt visszafejlődött szárnyait. A nyakuk felső része csupasz és gyér tollazat van a nyaka alsó részén is, a fejük egy része világoskék színű.
Szürkésbarna tollazatuk a vedlés után sötétebb, ez azonban a napsütés hatására barnára fakul. Az elsődleges tollazat mellett másodlagos tollazatuk is nő, amelynek tollai az elsődleges tollakon erednek, és ugyanolyan hosszúak, mint azok. A napsugárzást a külső tollak nyelik el, és a laza tollazat szigeteli a bőrt. Ezért az emu még a legmelegebb napszakokban is táplálék után járhat. Melle világosabb, mint a többi testrésze. Nyaka és feje nagyon sötét, akár fekete is lehet. Nyakának két oldalán gyakran 3–4 cm vastag, 15–20 cm hosszú csík húzódik.
A fiókák fekete-fehér csíkosak, csőrük nagyon sötét, és hegye lehajlik.

## Hangja
A párzási időszakban hallatott jellegzetes hangjuk a messzire elhangzó "dobolás", amelyet a hosszú, felfújt légzacskójuk erősít fel. A légcsőnyílás és a nyaki légzsák egymáshoz csatlakozik, így a légzsák fel tudja erősíteni a hangjukat. Mély hívóhangjuk akár 2 km-re is elhallatszik. Emellett röfögni és sziszegni is tudnak. Főként a párzási időszakban hallhatók.

## Életmódja

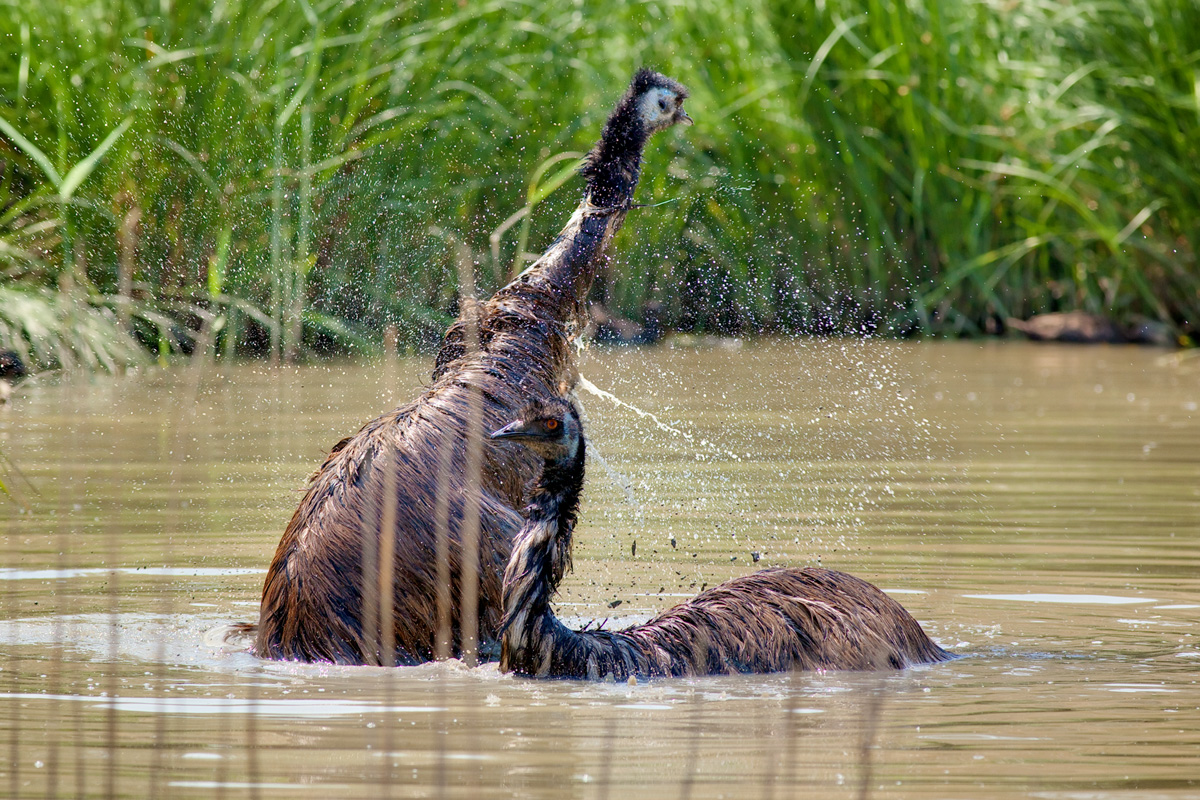
Fürdő emuk

Nagyon kitartó futómadár: bár röpképtelen, hatalmas távolságokat képes megtenni fáradhatatlanul. Gyűrűzött példányok akár 500 km-re is elvándoroltak a gyűrűzés helyétől.
Emellett kiváló úszók, széles folyók sem jelentenek számukra számottevő akadályt.
Az esős időszak kezdetével szárazabb vidékre vonulnak költeni, a költési időszak leteltével pedig visszavándorolnak. Hosszú lábával akár 50 km/h sebességgel is tud futni.
Nappali madár, de a hajnali és a kora esti órákban a legaktívabb. A nap legnagyobb részét táplálkozással tölti. Forró nyári napokon dél körül árnyékba húzódnak. Szárnyaik felemelésével hűtik magukat. Ha nagyon forró az idő, akkor lihegnek. A legtöbb állatfajtól eltérően az így vérükben lecsökkent szén-dioxidszint nem okoz alkalózist. Normál légzéskor az orr szabályozza a belélegzett levegő hőmérsékletét. Kilégzéskor az orr párát csap le, és a lecsapott vizet felszívja.

### Táplálkozása
Ausztrália legnagyobb olyan állata, amelyik főként növényeken él.
Növényeket, füvet és gyümölcsöket fogyaszt, de a hernyókat és a szöcskéket is megeszi. Az őshonos növények mellett a betelepített növényeket is fogyasztja. A táplálék megőrléséhez segítségképpen 40-50 grammos köveket, néha faszenet is lenyelnek.
Napjában egyszer isznak, de szükség esetén akár napokat is kibírnak víz nélkül. A bőségesebb táplálékellátottságú hónapokban igyekeznek annyi tápanyagot raktározni zsír formájában, amennyit csak bírnak. Nagy zsírtartalékokat képesek felhalmozni; az ínséges időkben akár a testsúlyuk felét is elveszíthetik. Ha túl kevés a víz vagy a táplálék, akkor tömeges vándorlásba kezdenek, ami az ausztrál farmerek egyik rémálma.
A fiatalok inkább rovarokat és más gerincteleneket esznek, de egyre több növényt is fogyasztanak, míg végül inkább növényeken élnek. A táplálék összetételére az évszakok is hatnak. Nyugat-Ausztráliában a száraz évszakban az Acacia aneura magjait eszik, az esős évszakban inkább hernyók és egyenesszárnyúak alkotják a fő táplálékot. Más vidékeken télen a Cassia magvai és levelei a fő eleség, és tavasszal szöcske és a Quandong gyümölcse. Feltételezések szerint az emu a magok fontos terjesztője, így lényeges a szerepe az ausztrál növényvilág fenntartásában.

### Társas viselkedése

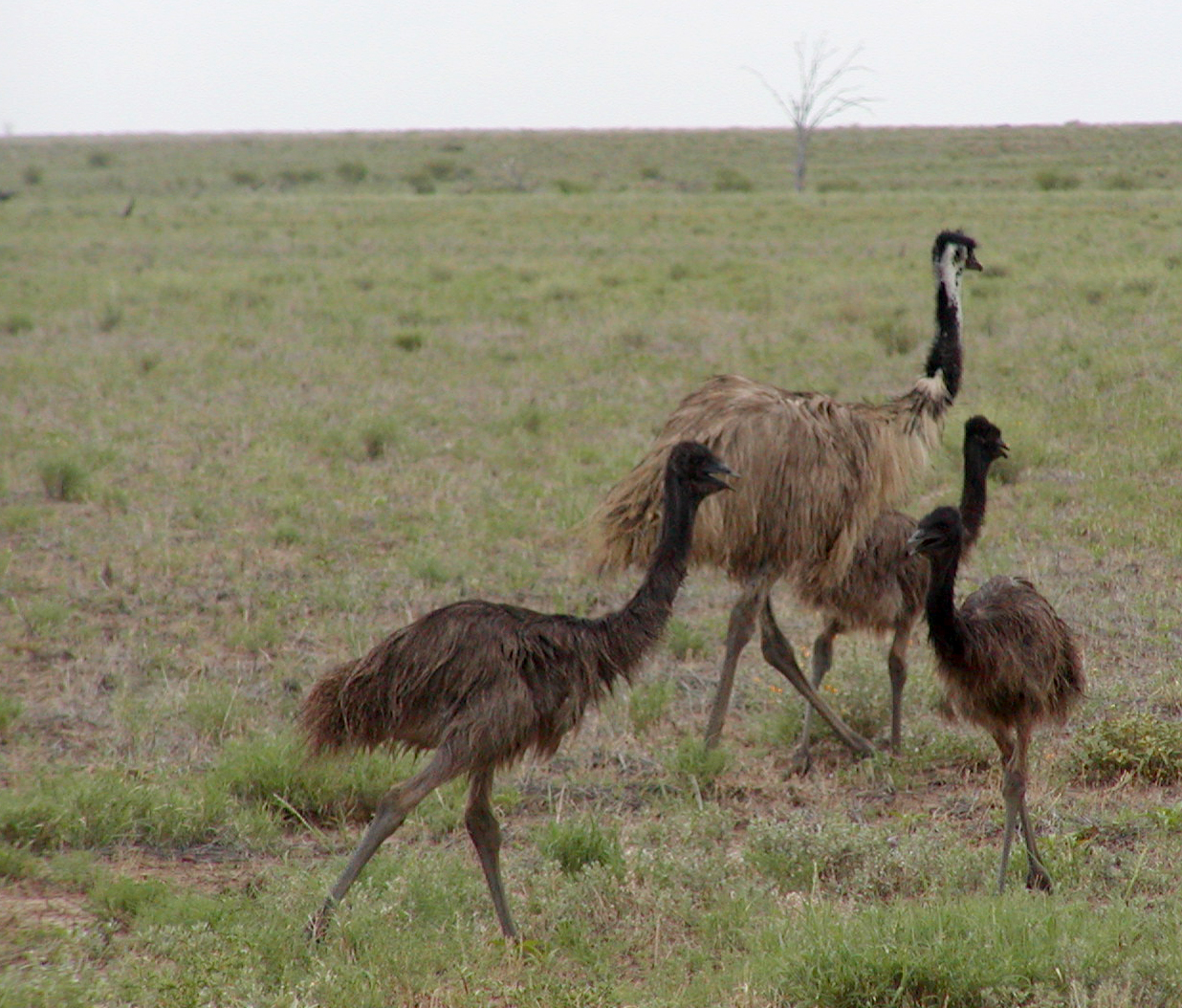
Emu hím a már nem csíkos fiatalokkal

Az emuk szociális viselkedése nagymértékben alkalmazkodott élőhelyük szélsőséges viszonyaihoz. Többnyire magányosan, vagy párban járnak. A párzási-költési időszakon kívül nem foglalnak területet, ekkor szabadon mozognak, sőt, akár nagy méretű, de laza szerveződésű szociális csoportokba is összeállhatnak. Az itatóknál vagy vándorlásra összegyűlt csapatok hamar feloszlanak. Ha két emu túl közel kerül egymáshoz, akkor a domináns egyed nyakát nyújtogatva kurrog, mire a másik távolabb megy, vagy csipkedéssel és rúgásokkal megküzdenek. Természetes ellenségük nincs, csak a tojásaikra és fiókáikra jelenthetnek veszélyt a dingók és a hüllők.
A költő hímeket kivéve az emuk nem kötődnek helyhez, hanem táplálékot keresve vándorolnak. Ha szűkös a táplálék, akkor egyre nagyobb körben keresgélnek, így egyre gyakrabban találnak egymásra. Ha napjában többször is találkoznak egy másik emuval, akkor elindulnak a felhők után, mivel azoktól várják a csapadékot. A nedves föld illata és a villámcsapások hangja és látványa is vonzza őket. A leggyakrabban Nyugat-Ausztráliában indulnak útnak; nyáron az alacsony nyomás az északi partokról áthelyeződik délre és nyugatra. Télen a nyomásváltozás fordított. Kelet-Ausztráliában a tömeges vándorlás ritkább, és kevésbé megfigyelhető.
Mivel vándorlás közben ugyanabba az irányba vonulnak, ezért egyre többen csatlakoznak a vándorlókhoz. A csapat hét kilométer per órás sebességgel mozog. Nyugat-Ausztráliában akár 70 ezer emu is együtt vonulhat. Mindaddig vonulnak, amíg nem találnak megfelelő táplálékkínálatot. Leggyakrabban a hátul vonulók maradnak le, mivel egyre több időt töltenek táplálkozással. A csapat vége fellazul, egyre ritkábban találkoznak fajtársaikkal, így egyre kevésbé követik a menetet.
A vándorlások az ember által végzett tájátalakítások hatására váltak ilyen méretűvé. A mesterséges vízforrásoknak köszönhetően ott is meg tudnak telepedni, ahol korábban nem tudtak. Ezzel a vonulók száma is megnőtt, ami probléma a mezőgazdaság számára. Délnyugat-Ausztráliában a gabonák vetésterületét több, mint ezer kilométer hosszú sövény védi.

## Szaporodása

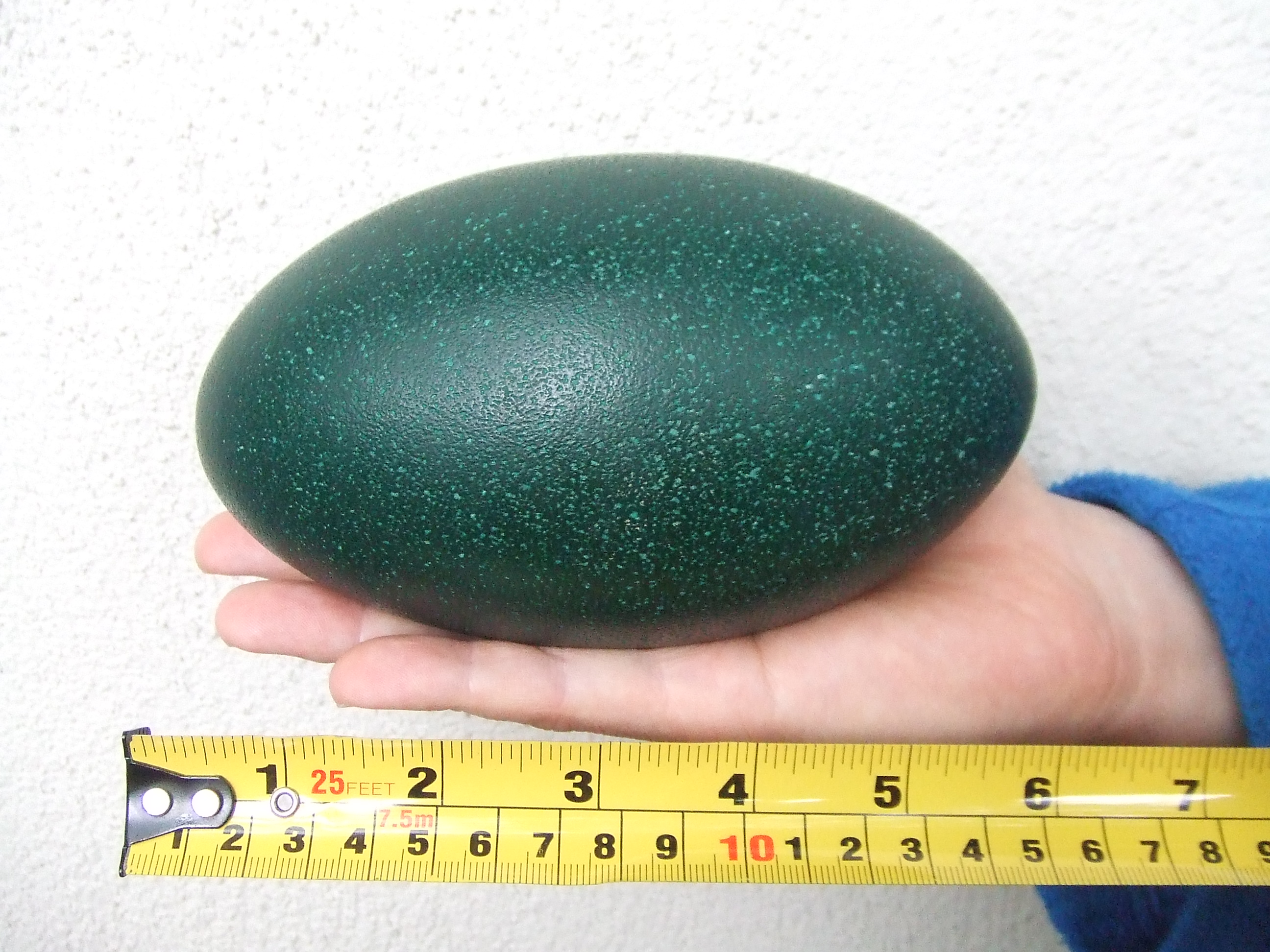
Az emu tojása

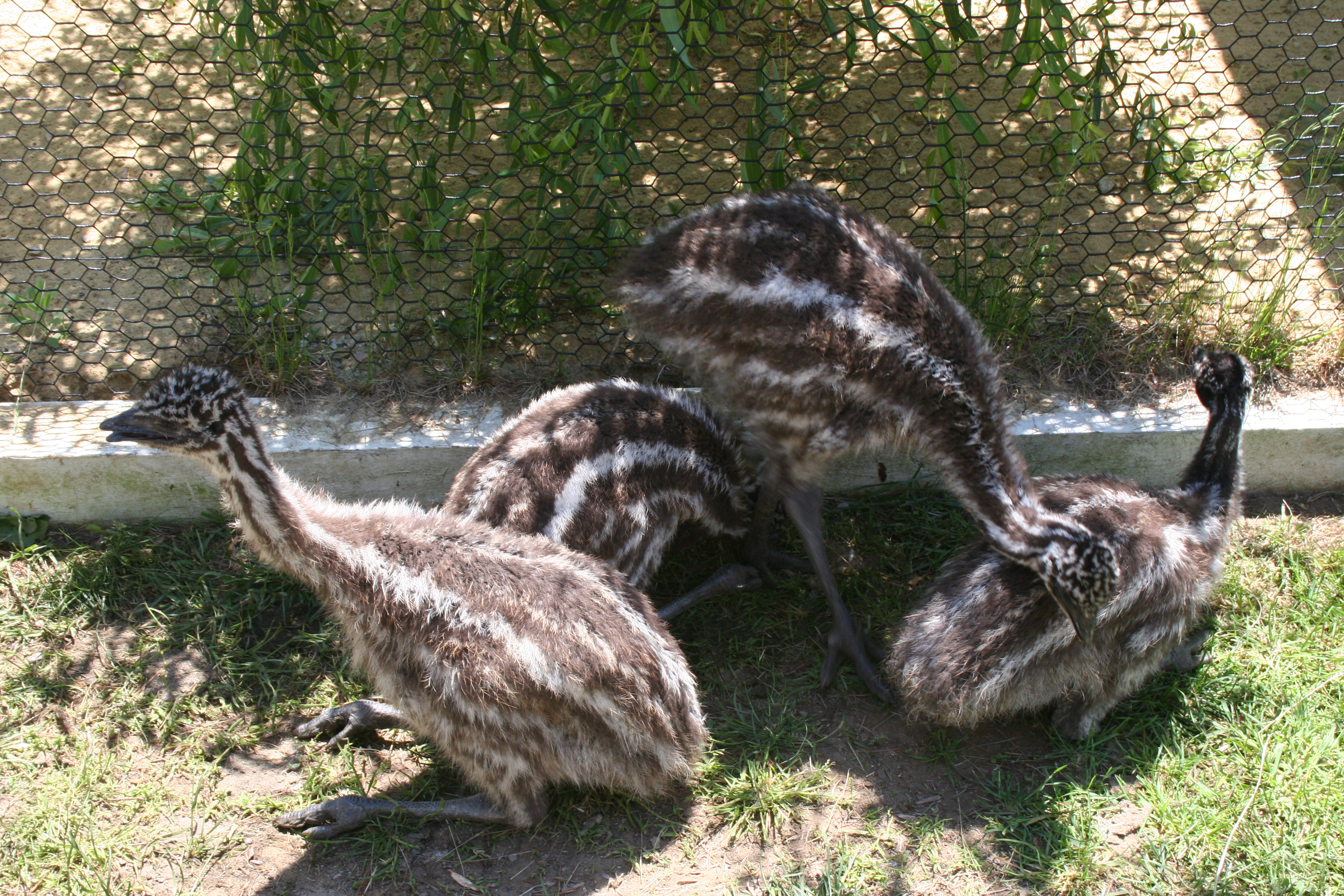
A fiókák

Az emuknál a nemek szerepe felcserélődött az utódgondozás terén. A párok a melegebb hónapokban, decembertől januárig állnak össze, és közösen védelmezik körülbelül 30 négyzetkilométeres területüket. A párzás a hűvösebb hónapokra, május-júniusra esik, mikor a nőstények messzire hallatszó, jellegzetes doboló hangjukkal hívják fel magukra a hímek figyelmét, amelyek eközben szorgosan építik fészküket a talajon gallyakból, levelekből, kéregből és fűből. Ebben az időszakban a hímek heréinek mérete megduplázódik, és tesztoszteronszintjük is megemelkedik. Valahányszor egy nőstény lép erre a területre, a hím udvarolni kezd neki. Egymás mellett állva nyakukat egy ütemben nyújtják előre és hátra. Végül a tojó leül, a hím felül a hátára, csőrével megfogja a tojó nyakát, és párzanak.
A nőstény kb. 5-25, átlagosan 8-10 sötétzöld színű tojást tojik. A 13 centiméter hosszú és 700-900 grammos tojás a tojó testsúlyának mindössze 1,5%-a, amely az egyik legkisebb arány a madarak világában. A költés csak a hímek feladata. A nőstények sokszor a környéken maradnak, és agresszívan őrzik a területet. Máskor azonban odébb állnak és új hímet keresnek maguknak. Miután rövid időn belül több kakassal is párzanak, az egy fészekaljakban kikelő csibék közel felének vér szerinti apja nem az, aki felneveli. A „hűtlen” tojók ezáltal évente 3 alkalommal is tojhatnak egy-egy fészekaljnyi tojást a táplálékkínálattól függően.
A 8 hetes költési időszakban a hímek nem esznek, és nem ürítenek. Csak azt a harmatot isszák, amit a fészekről el tudnak érni. A fészekről is csak néha állnak fel, és minden behatolót – gyakran még a nőstényt is – harciasan elűznek a tojások közeléből. Naponta tíz alkalommal állnak fel, hogy megforgassák a tojásokat. A kakasok ekkor testsúlyuk harmadát is elveszthetik. Az 56. napon kikelő csíkos emucsibék a kelés után öt órával lábra állnak, hétnaposan már el tudják hagyni a fészküket. A jellegzetes mintázat 3 hónapos korban tűnik el. A kakas legalább 5, de néha 18 hónapig neveli őket, továbbra is rendkívül agresszíven fellépve minden vélt és valós ellenséggel szemben; akár az embert, vagy a revíren maradt tojót is megtámadja. A fiókákra veszélyesek lehetnek a dingók, a ragadozó madarak, és egy sor ember által betelepített emlős, mint a disznók, a rókák vagy a kutyák. Érdekes módon egy elkóborolt emucsibe más fészekaljba is betársulhat, feltéve, ha kisebb az ottani fiataloknál. Az egyéves fiókák már elérik a felnőttek nagyságát, ivaréretté azonban csak 2-3 éves korukra válnak. Élettartamuk vadon 10-20 év, fogságban tovább is élhetnek.

## Természetvédelmi helyzete
Jelenleg nem állnak nemzetközi védelem alatt, sőt, volt idő, mikor tömegesen irtották őket.
Fogságban az emu pár együtt tartható a költési időszakban is, amely valamiféle családi kapcsolat kialakulásának lehetőségét feltételezi adott körülmények között. Állatkertekben közönséges fajnak számít, Magyarországon szinte valamennyi állatkertben megtalálható.

## Rokonai és állománya
Az emuk közeli rokona volt két kis szigeten élő faj is, a Kenguru-szigeti emu (Dromaius baudinianus), és a kontinensen élőhöz viszonyítva feleakkora fekete emu (Dromaius ater), de ezek már kihaltak 1827-ben, illetve 1822-ben, nem sokkal az első európai telepesek megérkezése után. Tasmániából az emu helyi alfaja 1865-ben tűnt el; John Gould 1865-ben megjelent The Birds of Australia már említi ezt a tényt, valamint a Sydney környékén élő emuk megfogyatkozásáról is beszámol. Javasolta a faj védelmét, de az 1960-as évekig vadászták, és csak az „Environment Protection and Biodiversity Conservation Act 1999“ helyezte védelem alá.
A vadászat ellenére az emunak előnyére vált a mezőgazdasági területek terjeszkedése. A legelőkre épített kutak miatt költőterülete kiterjedt. Feltételezhetően jelenleg nagyobb a populációja, mint az európaiak betelepülése előtt. Az állomány mérete erősen függ a csapadék mennyiségétől. Létszámát 625 000-725 000-re teszik Ausztráliában. Nyugat Ausztráliában 100 000-200 000 él, a többi Új-Dél-Wales és Queensland lakója. A kisebb populációk veszélyeztetettnek számítanak, mivel akár az autóbalesetek is súlyosan veszélyeztetik a fennmaradásukat. Ezért Új-Dél-Wales kormánya veszélyeztetetté nyilvánította ezeket a populációkat.

## Kapcsolata az emberrel

### Hagyományos vadászzsákmány

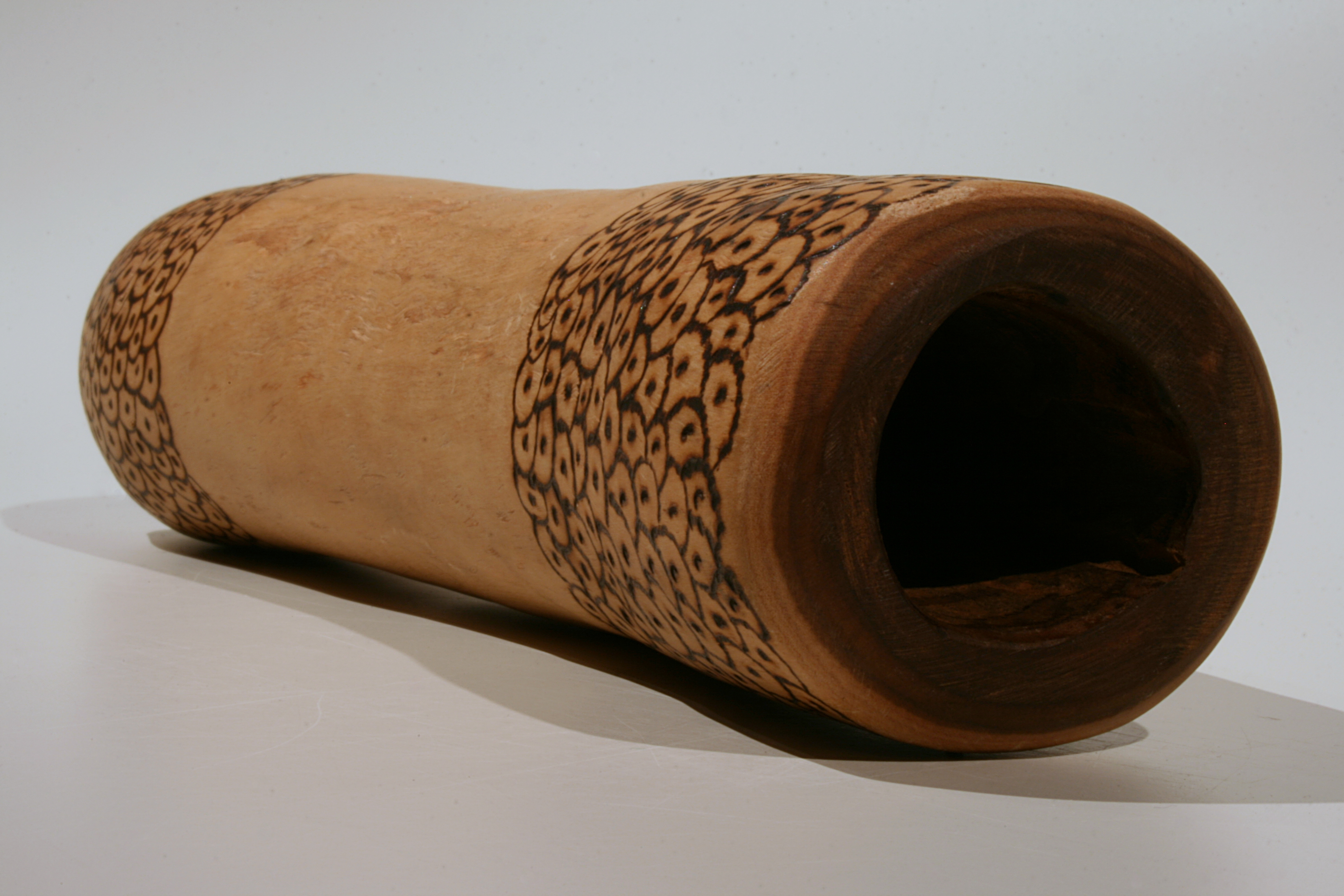
Aborigó emucsalogató síp

Az emukat mind az őslakók, mint az európai telepesek étkezési célra vadászták.
Az aborigóknak számos módszerük volt az emuk elejtésére. Vizes gödröket használtak csaliként, vagy megmérgezték az emuk által használt vizes gödröket. Csalogatták őket hangutánzással, vagy labdát gyúrtak, amit tollakkal tűztek meg. Ennek alakja távolról hasonlított az emuéra. Ezt a labdát fára akasztották. Az odacsalt emukat hálókkal fogták meg. Az emu zsírját síkosításra, sebgyógyításra és a reumás gyulladás kezelésére használták. Továbbá ezzel kezelték faeszközeiket. Okkerral keverve készítették hagyományos testfestéküket.
Az európai telepesek étkezési célra és a mezőgazdasági művelés alatt álló területek védelmében vadászták. Ugyanis az emuk vándorlásaik során nem kímélték a mezőgazdasági területeket sem.

### Az emuháború
1932-ben fegyverrel próbálták megvédeni a mezőgazdasági területeket az emuktól. A meleg, száraz nyáron sok emu vándorolt Campion környékére, ami a búzaföldeket is veszélyeztette. A kormány bevetette a gépfegyverekkel felszerelt hadsereget az emuk ellen. Az első lövések hatására a madarak 50 km/h-s sebességgel kezdtek el szaladgálni. Csak kevés madarat ért találat, és volt olyan, amelyikük több találat után is zavartalanul mozgott tovább. Egy hét után a kormány feladta a háborút, amelynek mindössze 12 halálos áldozata lett.
Ezután más módszerekkel kellett próbálkozni. Ennek eredményeképpen ma ezer kilométeres sövény védi Nyugat-Ausztrália termőterületeit.

### Mai felhasználása

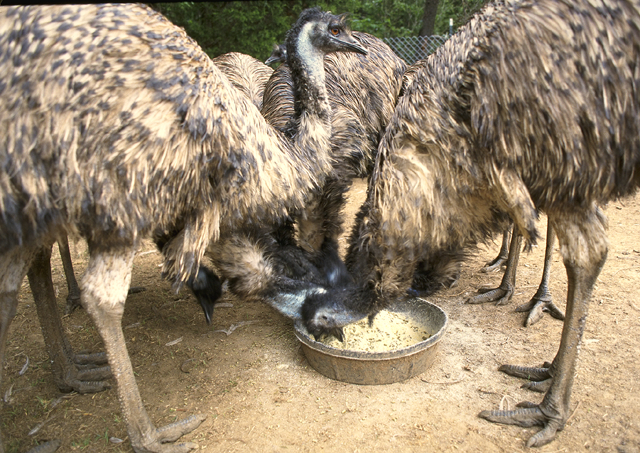
Farmon tartott emuk táplálkozás közben

A kereskedelmi emutenyésztés 1987-ben kezdődött Nyugat-Ausztráliában. Az első szárnyasokat 1990-ben ölték le. Az emu húsa zsírszegény, nem rágós, és leginkább a marha húsához hasonlítható. Többnyire grillkolbásznak és emuburgernak dolgozzák fel. Bőrét feldolgozzák, és kisebb tárgyakat készítenek belőle. Zsírjából olajat nyernek, amit kozmetikumokhoz és a természetgyógyászatban használnak fel. Tojását is fogyasztják. Tojását és tollát dísztárgyakhoz is felhasználják.
A kereskedelmi forgalomba hozott emuk mind fogságban tenyésztett állatok. Az összes ausztrál államnak van licence emuk tartására. Emukat Észak-Amerikában, Peruban és Kínában is tenyésztenek. Csak az Amerikai Egyesült Államokban 1 millió emut tartanak. Az emuk nagyon jól szaporodnak fogságban, de nagy nyílt területre van szükségük, mert a mozgáshiány árt az emésztésnek és a lábnak is. Napjában kétszer adnak nekik gabonát, amit zöldtakarmánnyal egészítenek ki. A vágásérettséget 50-70 hét múlva érik el.

### A mitológiában
Az aborigók szerint az álomidőben az Orion csillagkép övének három csillaga három lánytestvér volt, akik az álomidő elején leszálltak a földre. Ketten visszatértek az égbe, de az emu maradt. Heves és nyughatatlan természete miatt azonban alkalmatlan volt arra, hogy létrehozza az embert, ezért megalkotta a Tnatanja Pol csillagot, amin embermagok nőttek. Amikor a szél jobbra fújt, akkor a magokból férfiak, amikor balra fújt, a magokból nők lettek. Az emu lett a Földanya. Így magyarázták az emu és az ember szerepét az álomidőben.
Az emuról ezen kívül más mítoszok is szólnak. A yuwaalaraayok és Új-Dél-Wales más népei a Föld keletkezését is az emu tojásából képzelték el, amit lehajítottak az égből. Közép-Ausztrália népeinek mitologikus őse, a Kurdaitcha Man emutollas papucsot hord, hogy ne hagyjon nyomot.

### Ábrázolásai

Ausztrália címere

Vallási jelentősége mellett a hagyományos aborigó művészetben is gyakran feltűnik. Így Queensland északi részén, a Cape York-félszigeten számos falfestmény látható emukról, amelyek némelyike 15 ezeréves.
Ausztrália nem hivatalos nemzeti madara. A nagy óriáskenguruval együtt Ausztrália címerének tartója. Az 50 centes érmén is feltűnik. Bélyegek népszerű témája. Egy lovasbrigád kalapját emutollak díszítették.
Körülbelül 600 hely névadója. Hegyeket, tavakat, folyókat és városokat neveztek el róla. Termékek nevében is népszerű, többek között sörök nevében is szerepel. Így kapható Emu Bitter, Emu Export és Emu Draft sör is. Az Emu – Austral Ornithology az Ausztrálázsiai Madarász Unió negyedévenként megjelenő kiadványa. Több gyerekkönyvben is főszerepet kap, például Sheena Knowles két könyve, az Edward the Emu és az Edwina the Emu egy emucsalád életét meséli el. A Simpson-sorozat Lard of the Dance (Episode 5F20) részében Marge a levert Homernak egy emufarm alapítását javasolja, ami bekerült az angol szóhasználatba.

## Fordítás
Ez a szócikk részben vagy egészben  a   Großer Emu című német Wikipédia-szócikk fordításán alapul.  Az eredeti cikk szerkesztőit annak laptörténete sorolja fel. Ez a jelzés csupán a megfogalmazás eredetét és a szerzői jogokat jelzi, nem szolgál a cikkben szereplő információk forrásmegjelöléseként.